# Bugzy Płoskie (gmina)
Bugzy Płoskie (następnie Duczymin) – dawna gmina wiejska istniejąca na przełomie XIX i XX wieku w guberni płockiej. Siedzibą władz gminy były Bugzy Płoskie.
Za Królestwa Polskiego gmina Bugzy Płoskie należała do powiatu przasnyskiego w guberni płockiej.
Brak informacji o dacie likwidacji gminy; jednostka występuje jeszcze pod nazwą Bugzy Płoskie w wykazie z 1895 roku i 1914 roku, lecz wykazie w 1921 roku figuruje już jako gmina Duczymin.